# Мочалова Марія Василівна
Марі́я Васи́лівна Моча́лова — російська драматична акторка середини XIX століття. Виступала на московській, згодом — на провінційній сцені. В 1850-х працювала в Нижньогородському театрі.

## Мочалова і Тарас Шевченко
Тарас Шевченко побачив уперше Мочалову у виставі п'єси О. Потєхіна «Суд людський — не Божий» і 1 жовтня 1857 в «Щоденнику» дав позитивну оцінку її грі.